# Governador-geral de São Cristóvão e Neves
O cargo de governador-geral de São Cristóvão e Neves é ocupado pelo representante do monarca de São Cristóvão e Neves, ao qual cabe exercer o poder executivo supremo na Comunidade das Nações. Atualmente, o monarca de São Cristóvão e Neves é o Rei Carlos III e a governadora-geral é Marcella Liburd.